# Hej och tack för mig
Hej och tack för mig är en svensk dokumentärserie som hade premiär på SVT Play den 7 januari 2024. Första säsongen består av tre avsnitt.

## Handling
Serien kretsar kring journalisten och dokumentärfilmaren Tom Alandhs liv. Efter hundratals dokumentärfilmer för SVT såsom skildringar om artisten Monica Zetterlund och fotbollsstjärnan Nacka Skoglund är det dags för Alandh att lägga berättandet på hyllan. I serien blickar han tillbaka på ett nästan sextio år långt yrkesliv.

## Medverkande (i urval)
- Tom Alandh